# Joseph Celli
Joseph Celli (* 19. März 1944) ist ein US-amerikanischer Komponist und Oboist.

## Leben und Wirken
Celli besuchte von 1962 bis 1965 das Hartt College of Music. Nach privatem Oboestudium bei Ray Still (Chicago Symphony Orchestra), Albert Goltzer (New York Symphony Orchestra), Wayne Rapier (Boston Symphony Orchestra) und John Mack (Cleveland Symphony Orchestra) studierte er von 1970 bis 1972 Oboe und Komposition an der Northwestern University in Chicago. Später erlernte er das Spiel asiatischer Oboeninstrumente wie 1991 bis 1993 der Piri in Südkorea und der Hichiriki in Japan. 1993 gründete er das Korean Performing Arts Institute.
Celli gab Live-, Rundfunk- und Fernsehkonzerte und Workshops in Asien, Europa, Nord- und Südamerika und Australien. In mehr als 3000 Konzerten spielte er neben anderen etwa fünfzig für ihn komponierte Werke. Er arbeitete mit Musikern wie John Cage, Ornette Coleman, Pauline Oliveros, David Behrman, Alvin Lucier, Jerry Hunt, Phill Niblock, Malcolm Goldstein und dem Kronos Quartet zusammen und war künstlerischer Leiter des Ornette Coleman Chamber Music Festival und der New Music America Festivals in Hartford und Miami.

## Werke
- …in the bag… für Tänzer und Liveelektronik
- Ringing für Becken
- Sky: S for J für fünf Englischhörner
- Windbag. Klanginstallation
- Improvisation für Oboe solo
- Solo Improvisations für Englischhorn
- Snare Drum for Camus für zwei bis vier Schlagzeuger an einer Trommel
- To Be Announced für 32 Stimmen und Tonband
- Improvisations für Oboe, Englischhorn und Violine
- Star Island für Oboe und Tonband
- Trio Improvisations für Oboe, Violine und Schlagzeug
- Mukha Veena für Mukha Veena (indische Oboen, meist Shehnai gemeint) und zwei bis vier Schlagzeuger
- Yellowsprings Collaboration für Musiker und Tänzer
- New Orleans für Mukha Veena und Tonband
- Painted Bride für Kammerensemble
- Escalator für 200 Musiker, 1983
- Hip-Hop: A Performance Lecture with slides. 1985
- Hands, Reeds & Video für Soloperformer und Video. 1985
- Totem für Bassklarinette und Video. 1986
- 8 Mallets Four Brian für Soloxylophon und Video. 1986
- Violin & Video. 1988
- Andes. 1990
- Drum Hands. Videoinstallation. 1990
- Drum Hands für vier Schlagzeuger aus Afrika, Brasilien, Kuba und Puerto Rico und Video. 1991
- Quartet Set. Strukturen für Doppelrohrblattinstrument, Komungo (koreanische Wölbbrettzither), afrikanische Trommeln und Didgeridoo. 1992
- 36 Strings für Komungo und Video, 1992
- Kwangju für Kiri, Komungo, Oboe und koreanisches Schlagzeug. 1992
- Video Sax für Sopraninosaxophon und Video. 1993
- Reeds for San Francisco. 1993
- World Soundprint: Asia for radio (mit Jin Hi Kim). 1993
- Pink Pelvis. Musik für Doppelrohrblattinstrument, koreanische Zither (Ajeng) und brasilianisches Schlagzeug. 1994
- Sunny’s Piece. Tanzmusik für Doppelrohrblattinstrument, Komungo und Schlagzeug. 1994
- Quintet für Kayagûm, WX 7 und drei Kalimbas. 1995

## Diskographie
- Organic Oboe. Werke von Karlheinz Stockhausen, Joseph Celli, Malcolm Goldstein und Stephen Schwartz
- Celli Plays Niblock/Niblock for Celli. Werke von Phill Niblock
- No World Improvisations. Improvisationen von Joseph Celli und Jin Hi Kim
- Vermont the Seasons. Musik von Malcolm Goldstein
- La Belleza del Silencio. Musik von Orlando Jacinto García
- No World (Trio) Improvisations mit Jin Hi Kim, Alvin Curran, Shelley Hirsch, Malcolm Goldstein, Mor Thiam, Adam Plack
- Resolver. Musik von David First, Joseph Celli am Yamaha WX-7 midi breath controller
- Video Ears - Music Eyes. Videomusik von Joseph Celli mit Malcolm Goldstein, Ulrich Krieger, Brian Johnson, Jin Hi Kim und der Grupo de Musica Folklorica del Peru
- Living Tones. Musik von Jin Hi Kim
- Inori: A Prostituta Sagrada. Musik von Jocy de Oliveira
- Masters. Improvisationsduette von Joseph Celli und Hwang Byungki, Kazue Sawai, Ornette Coleman, Foday Musa Suso

| Personendaten    | Personendaten                          |
| ---------------- | -------------------------------------- |
| NAME             | Celli, Joseph                          |
| KURZBESCHREIBUNG | US-amerikanischer Komponist und Oboist |
| GEBURTSDATUM     | 19. März 1944                          |